# Notocheirus hubbsi
Notocheirus hubbsi är en fiskart som beskrevs av Clark, 1937. Notocheirus hubbsi är enda arten i släktet Notocheirus och familjen Notocheiridae, ordning silversidartade fiskar. Inga underarter finns listade i Catalogue of Life.
Notocheirus hubbsi lever vid Chiles och Argentinas Stillahavskust.